# EXID
Le EXID (이엑스아이디?) sono un gruppo musicale sudcoreano, formatosi a Seul nel 2012. Il nome del gruppo l'acronimo di Exceed In Dreaming.
Il gruppo, composto da cinque membri, debuttò nel febbraio 2012 con Holla.

## Formazione
- Solji (솔지) – Leader, voce(2012-presente)
- LE (엘이) – rap (2012-presente)
- Hani (하니) – voce (2012-presente)
- Hyerin (혜린) – voce (2012-presente)
- Jeonghwa (정화) – voce, rap (2012-presente)

Ex-membri
- Yuji (유지) – leader, voce (2012)
- Dami (다미) – voce (2012)
- Haeryung (해령) – voce (2012)

Sotto-unità
- Dasoni – formata nel 2013 da Solji e Hani.

## Discografia

### Album in studio
- 2016 – Street
- 2019 – Trouble
- 2020 – B.L.E.S.S.E.D

### EP
- 2012 – Hippity Hop
- 2015 – Ah Yeah
- 2017 – Eclipse
- 2017 – Full Moon
- 2019 – We

### Singoli
- 2022 – X

### Album video
- 2018 – EXID 1st Japan Live Tour 2018